# Benedict Anderson
Benedict Richard O’Gorman Anderson (* 26. August 1936 in Kunming, Republik China; † 13. Dezember 2015 in Batu, Indonesien) war ein amerikanischer Politikwissenschaftler britisch-irischer Herkunft und Professor für International Studies an der Cornell University, der vor allem durch den von ihm geprägten Begriff der Nation als „vorgestellter Gemeinschaft“ (imagined community) bekannt wurde.

## Leben
Anderson wurde 1936 im chinesischen Kunming geboren, wo sein Vater als britischer Marineoffizier stationiert war. 1941 zog die Familie nach Kalifornien, wo Anderson die Schule besuchte, bevor er an der Universität Cambridge den B.A. in Classics (Klassische Altertumswissenschaft) erwarb. Aufgrund eines, womöglich durch seinen sinophilen Vater, geweckten Interesses an Ostasien begann Anderson nach seiner Rückkehr in die USA, Indonesian studies an der Cornell University zu studieren.
Zur Vorbereitung einer Dissertation über die indonesische Revolution 1945 ging er 1961 nach Indonesien. 1965 fand dort der Umsturzversuch der sogenannten „Bewegung 30. September“ statt, dem ein Gegenputsch unter Leitung von General Hadji Mohamed Suharto folgte. Zwischen 1965 und 1967 betrieb Suharto die Entmachtung von Präsident Sukarno und errichtete das autoritäre Regime der „neuen Ordnung“. 1966 veröffentlichte Anderson den Artikel A Preliminary Analysis of the October 1, 1965, Coup in Indonesia, in dem er die von Suharto behauptete Beteiligung der indonesischen Kommunisten an dem Putsch verneinte und den Umsturzversuch als internal army affair deutete: eine Aktion jüngerer Offiziere der indonesischen Armee gegen einen angeblichen Council of Generals aus rechtsgerichteten Militärs. Diese These gehört zu mehreren in der Forschungsliteratur diskutierten Interpretationen der Ereignisse des 1. Oktober 1965. Anderson wurde daraufhin aus Indonesien ausgewiesen und mit einem lebenslangen Einreiseverbot belegt. Er kehrte über Thailand an seine Heimatuniversität zurück, wo er 1967 den Ph.D. in Politikwissenschaft erwarb und kontinuierlich seit 1965 mit Schwerpunkt Südostasien (Indonesien, Thailand, Philippinen) lehrte, zuletzt als Aaron L. Binenkorb Professor of International Studies.
Weltweit über die Fachgrenzen hinaus bekannt wurde Anderson in den 80er Jahren mit dem in zahlreiche Sprachen übersetzten Buch Imagined Communities (deutscher Titel: Die Erfindung der Nation – siehe unten). 1994 wurde er in die American Academy of Arts and Sciences gewählt. Er erhielt 2000 den Fukuoka-Preis für Asiatische Kultur und wurde 2009 in die American Philosophical Society aufgenommen.

## Werk
Anderson forschte und publizierte in den 1960er und 70er Jahren aktiv zu den politischen Verhältnissen Südostasiens, insbesondere Indonesiens. Ende der 1970er Jahre galt er als der profilierteste amerikanische Indonesienspezialist. Wie sein Konflikt mit dem indonesischen Regime (siehe oben) zeigt, scheute er dabei auch keineswegs vor kritischen politischen Stellungnahmen zurück. So berichtete er mehrere Male vor dem Außenausschuss des US-Repräsentantenhauses zur Menschenrechtslage in Indonesien. 1978 erklärte er, dass ein angebliches US-Waffenembargo gegen Indonesien nach der Invasion in Osttimor rein fiktiv sei und dass die US-Regierung Indonesien vielmehr mit Waffenlieferungen unterstütze. Neben eigenen Publikationen betätigte sich Anderson auch als Übersetzer indonesischer politischer Literatur.
Weit über die Grenzen seines Fachs hinaus bekannt wurde Anderson ab 1983 mit Erscheinen eines Buches über Nation und Nationalismus, dessen Titel sowohl im Original – Imagined Communities – als auch in der deutschen Version – Die Erfindung der Nation – rasch zu einem geflügelten Wort avancierte und Eingang in den allgemeinen politischen Diskurs fand. Es erschien ungefähr zeitgleich mit Ernest Gellners Nationalismus und Moderne sowie Eric Hobsbawms The Invention of Tradition, die ähnliche Ansätze verfolgen; alle drei waren Vorboten einer „konstruktivistischen Wende“ der Nationalismusforschung in den 1980er und 1990er Jahren, die in die Geschichtswissenschaft (vgl. hier v. a. Eric Hobsbawm) und Literaturwissenschaft ausstrahlte. Gedanken Andersons wurden auch von Zygmunt Bauman in dessen Arbeiten zur Genese des Holocaust aus der nach nationalen Kriterien geordneten Staatenwelt der Moderne aufgegriffen.

### Wissenschaftshistorischer Kontext
In Imagined Communities wendet Anderson den konstruktivistischen Ansatz der Soziologie, nach der die Wahrnehmung der Wirklichkeit grundsätzlich Ergebnis eines intersubjektiven gesellschaftlichen Konstruktionsprozesses ist, auf die historische Interpretation des Phänomens „Nation“ an. Zwar war der konstruktivistische bzw. wissenssoziologische Ansatz in der soziologischen Theorie längst etabliert, namentlich durch Alfred Schütz sowie Peter L. Bergers und Thomas Luckmanns Klassiker Die gesellschaftliche Konstruktion der Wirklichkeit. Auch war zwar der Nationalstaat als Ideologem in der Soziologie sowie Politik- und Geschichtswissenschaft bis dahin schon kritisch behandelt, aber nicht so wirksam wie nun kritisiert worden. Gründe dafür waren u. a.,
- dass die Entstehung der Soziologie als eigenständige Disziplin im 19. Jahrhundert historisch eng mit dem Aufkommen des Nationalstaats, insbesondere in Frankreich und Deutschland verknüpft war, so dass die nationalstaatlich organisierte moderne Gesellschaft zunächst selbstverständlicher Bezugsrahmen für sie blieb;
- dass die internationale Soziologie seit langem von angelsächsischen Autoren dominiert worden war (u. a. von Talcott Parsons), in deren Lebenswelt nationalistische Bewegungen und Ideologien weniger relevant erschienen als in „verspäteten Nationen“ (Helmuth Plessner), wie etwa in Deutschland oder auch in der postkolonialen Dritten Welt. Daher ist es kein Zufall, dass Anderson sich dem Thema aus der Perspektive eines Südostasienexperten näherte.

Im rechtlich-politischen Sinne wie im Alltagssprachgebrauch, so Anderson, gebe es eine „formale Universalität von Nationalität“, d. h., „in der modernen Welt kann, sollte und wird jeder eine Nationalität ‚haben‘, so wie man ein Geschlecht ‚hat‘“. Während Nationalismen die Einteilung der Welt und Menschen in Nationen bzw. Nationalitäten, und insbesondere ihre jeweils eigene Nation, als „ewig“ oder zumindest sehr alt betrachten, zeigt Anderson, dass der Begriff der Nation im heutigen Sinne erst vor relativ kurzer Zeit (etwa ab dem späten 18. Jahrhundert) entstanden ist.

### Die vier Eigenschaften der Nation
Die „Nation“ weist laut Anderson vier wesentliche Eigenschaften auf:
- Sie ist „vorgestellt […] weil die Mitglieder selbst der kleinsten Nation die meisten anderen niemals kennen […] werden, aber im Kopf eines jeden die Vorstellung ihrer Gemeinschaft existiert. […] In der Tat sind alle Gemeinschaften, die größer sind als die dörflichen mit ihren Face-to-face-Kontakten, vorgestellte Gemeinschaften.“[4]
- Sie ist „begrenzt […], weil selbst die größte von ihnen […] in genau bestimmten, wenn auch variablen Grenzen lebt, jenseits derer andere Nationen liegen. […] Selbst die glühendsten Nationalisten träumen nicht von dem Tag, da alle Mitglieder der menschlichen Rasse ihrer Nation angehören werden“[5] – im Gegensatz etwa zu Religionsgemeinschaften mit Bekehrungsauftrag wie dem Christentum.
- Sie ist „souverän, weil ihr Begriff in einer Zeit geboren wurde, als Aufklärung und Revolution die Legitimität der als von Gottes Gnaden gedachten hierarchischdynastischen [sic] Reiche zerstörten. […] Maßstab und Symbol dieser Freiheit ist der souveräne Staat“.[6]
- Sie ist eine „Gemeinschaft, […] weil sie, unabhängig von realer Ungleichheit und Ausbeutung, als ‚kameradschaftlicher‘ Verbund von Gleichen verstanden wird.“[7]

### Historische Entstehungsfaktoren
Sich solche Gemeinschaften „vorzustellen“, wurde historisch möglich, „wo (und als) drei grundlegende kulturelle Modelle ihren langen axiomatischen Zugriff auf das Denken der Menschen verloren hatten“:
- Der Verfall von ethnische Differenzen überwölbenden Religionsgemeinschaften, in denen eine „Heilige Schrift“ in einer „toten Sprache“ eine absolute Wahrheit enthielt, auf deren Wahrung und Vermittlung kosmopolitische „Eingeweihte, d. h. eine strategisch wichtige Schicht in einem hierarchisch geordneten Kosmos mit einem göttlichen Gipfel“, ein Monopol hatten.[9] Die Auflösung dieser hierarchischen, vertikalen Kosmologie in eine „segmentäre“, horizontale Weltordnung, so Anderson, hing zusammen mit der Erweiterung des intellektuellen Horizonts über Europa hinaus seit dem 16. Jahrhundert, und dem Untergang des Lateinischen als universeller Sprache der Eliten. Dieser war dabei „der Ausdruck eines umfassenderen Prozesses, in dem die heiligen Gemeinschaften mit ihren alten heiligen Sprachen allmählich fragmentiert, pluralisiert und territorialisiert wurden“.[10]
- Der Verfall der religiös legitimierten monarchischen Dynastien über ethnisch und kulturell heterogene „Untertanen“. „Nach moderner Vorstellung wird die staatliche Souveränität vollständig, umfassend und gleichmäßig über jeden Quadratmeter eines legal abgegrenzten Territoriums ausgeübt. Früher hingegen, als Staaten durch Zentren definiert wurden, waren die Grenzen durchlässig und unklar […]. Das Königtum erhält seine Legitimität von einer Gottheit, nicht von den Menschen, die nur Untertanen, aber keine Bürger sind […]. Daher rührt […] die Leichtigkeit, mit der vormoderne Imperien und Königreiche ihre Herrschaft über ungeheuer heterogene und oft nicht einmal benachbarte Völker sehr lange Zeit aufrechterhalten konnten“.[10] Erst im 19. und frühen 20. Jahrhundert haben die noch bestehenden Dynastien (v. a. die Hohenzollern, Habsburger und Romanows) „nach einem nationalen ‚Signet‘ gegriffen, da das alte Legitimitätsprinzip langsam dahinschwand“.[11]
- Die Verwandlung des mittelalterlichen Zeitbegriffs mit einem grundsätzlichen Vorherbestimmtsein und einem nahenden „Ende der Zeit“ in einen offenen, zukunftsbezogenen Zeitbegriff. Laut Anderson war das Aufkommen von Roman und Zeitung mit ihrer jeweils typischen Art der zeitlichen Darstellung gleichzeitig-unverbundener, aber in der gleichen Gesellschaft stattfindenden Ereignisse maßgeblich an dieser Veränderung des Zeitbewusstseins beteiligt. „Die Vorstellung eines sozialen Organismus, der sich bestimmbar durch eine homogene und leere Zeit bewegt, ist eine genaue Analogie zur Nation, die ebenfalls als beständige Gemeinschaft verstanden wird, die sich gleichmäßig die Geschichte hinauf (oder hinunter) bewegt. Ein Amerikaner wird niemals mehr als eine Handvoll seiner vielleicht 240 Millionen Landsleute kennenlernen […]. Doch er hat volles Vertrauen in ihr stetes, anonymes, gleichzeitiges Handeln“.[12] So entsteht „jenes bemerkenswerte Vertrauen in eine anonyme Gemeinschaft, welches das untrügliche Kennzeichen moderner Nationen ist“.

### Die Rolle der „weltlichen“ Sprachen und des kapitalistischen Buchdrucks
Eine entscheidende Rolle bei der Zerschlagung der von ethnisch indifferenten Klerikern und dynastischen Alleinherrschern regierten vor-nationalen Welt spielte die Erfindung des Buchdrucks zusammen mit dem Aufkommen des Kapitalismus. Da die Verleger interessiert waren, ihre Erzeugnisse in möglichst großen Mengen zu verkaufen, entschieden sie sich zunehmend für die Veröffentlichung in den jeweiligen Volkssprachen anstelle des universellen und nur den Eliten verständlichen Lateins. Hinzu kam, dass absolutistische Herrscher versuchten, die Verwaltung ihrer Reiche mithilfe der jeweiligen Volkssprache zu zentralisieren. So „machte die Verbindung von Kapitalismus und Buchdruck eine neue Form von vorgestellter Gemeinschaft möglich, deren Grundzüge bereits die Bühne für den Auftritt der Nation vorbereiteten. Die Ausdehnbarkeit dieser Gemeinschaften hatte ihre inhärenten Grenzen […]“, auch wegen historischer Zufälligkeiten die „konkrete Gestalt heutiger Nationalstaaten […] nie genau mit der Reichweite einzelner Schriftsprachen überein[stimmt]“.
Anderson interpretiert hier im Sinne des Linguistic turn genau umgekehrt zu den traditionellen Nationalismen – es sei „ein Fehler, Sprachen so zu behandeln, wie es gewisse nationalistische Ideologien tun: Als Symbole des ‚Nation-Seins‘ […]. Die weitaus wichtigste Eigenschaft der Sprache ist vielmehr, vorgestellte Gemeinschaften hervorzubringen […]“. Damit bezieht Anderson die in der Soziologie spätestens seit George Herbert Meads und in der Sprachwissenschaft seit der Sapir-Whorf-Hypothese etablierte Vorstellung, dass die Sprache dem Bewusstsein ursprünglich vorgelagert ist, lediglich auf das politische Phänomen der Nation. Dass dies zumindest in dieser konsequenten Form nicht bereits vorher versucht worden war, liegt wahrscheinlich daran, dass die „Nation“ „in praktisch alle Schriftsprachen fest verwoben [ist], und das ‚Nation-Sein‘ […] vom politischen Bewusstsein praktisch nicht mehr zu trennen [ist]“. Erst in einem zweiten Schritt wurde der ethnisch-genetische Nationsbegriff von seiner sprachlichen Basis abstrahiert und verselbständigte sich, sodass nun auch sprachlich heterogene politische Gebilde (z. B. die Schweiz, die USA, Israel) sich als Nation betrachten können. Durch diese Abstrahierung wurde es auch möglich, dass nationalistische Bewegungen sich in Sprachen „anderer“ Nationen artikulieren: „Wenn das radikale Moçambique Portugiesisch spricht, bedeutet dies, daß Portugiesisch das Medium ist, durch das Moçambique vorgestellt wird“. (Selbiges gilt z. B. für den Zionismus, dessen zentrale Werke auf Deutsch und anderen nicht-jüdischen Sprachen verfasst sind.) Anderson beschreibt in einem umfangreichen empirischen Teil anhand zahlreicher Beispiele die konkrete Entwicklung derartig „vorgestellter“ Gemeinschaften in Europa und Asien.

### Das Problem der „Natürlichkeit“: „Nicht erfundene“ Gemeinschaften gibt es nicht
Ein wichtiger Bestandteil der Vorstellung einer Nation ist ihre vermeintliche „Natürlichkeit“, ihr „Element des ‚Nicht-bewußt-Gewählten‘. So kommt es, daß Nation-Sein der Hautfarbe, dem Geschlecht, der Herkunft und der Zeit, in der man geboren wird, nahe steht – all dem also, was nicht zu ändern ist. […] Gerade weil solche Bindungen nicht bewusst eingegangen werden, erhalten sie den hehren Schein, hinter ihnen steckten keine Interessen“. Wegen dieser vorgestellten Selbstlosigkeit „kann sie nach Opfern verlangen. […] Der Tod für das eigene Land, das man sich […] nicht erwählt, ist von einer moralischen Erhabenheit gekrönt, an die das Sterben für die Labour Party, für die American Medical Association und auch für Amnesty International nicht im geringsten heranreicht, da man diesen Vereinigungen leicht beitreten und sie wieder verlassen kann.“. Bestenfalls könne man in eine ursprüngliche nationale Gemeinschaft „eingeladen“ werden; nicht zufällig werde der Akt der Einbürgerung im Englischen und zahlreichen anderen Sprachen daher auch als naturalisation bezeichnet.
Obwohl das Alter und die vermeintliche „Natürlichkeit“ von Nationen lediglich auf einer „Erfindung von Traditionen“ (vgl. Eric Hobsbawms Schlagwort The Invention of Tradition) beruhe, warnt Anderson ausdrücklich vor dem Missverständnis, dass Nationen als „imaginierte“ Gemeinschaften irgendwie „unecht“ oder „falsch“ seien und darum zugunsten „echter“ Gemeinschaften „dekonstruiert“ werden müssten. Obwohl Anderson selbst zugespitzt von „kümmerlichen Einbildungen der jüngeren Geschichte (von kaum mehr als zwei Jahrhunderten)“ spricht, kritisiert er z. B. Ernest Gellner – denn dieser bemühe „sich so sehr um den Nachweis, der Nationalismus spiegele falsche Tatsachen vor, daß er jene ‚Erfindung‘ mit der ‚Herstellung‘ von ‚Falschem‘ assoziiert, anstatt mit ‚Vorstellen‘ und ‚Kreieren‘. Auf diese Weise legt er nahe, dass es ‚wahre‘ Gemeinschaften gebe, die sich von Nationen vorteilhaft absetzen“.
Tatsächlich wird das Bild der „erfundenen Nation“ mittlerweile auch von Rechtspopulisten häufig verwendet, um subalternen Gemeinschaften (wie z. B. das norditalienische „Padanien“ der Lega Nord, das Flandern des Vlaams Blok) dem Nationalstaat gegenüber als „authentisch“ zu legitimieren. Tatsächlich jedoch, so Anderson, sind nicht nur Nationen, sondern alle Gemeinschaften, die größer sind als Dorf- und Familienverbände voneinander persönlich bekannten Personen, „imaginär“, „vorgestellt“ bzw. „erfunden“. Gemeinschaften sollten daher „nicht durch ihre Authentizität voneinander unterschieden werden, sondern durch die Art und Weise, in der sie vorgestellt werden“. Berger und Luckmann zufolge ist die gesamte wahrgenommene Wirklichkeit gesellschaftlich konstruiert, also letztlich die „kümmerliche Einbildung“ von Kollektiven. Die „Nation“ bildet keine Ausnahme – ebenso wenig jedoch z. B. die Gemeinschaften der Kreuzberger, Arbeiter, Muslime, EU-Bürger, Homosexuellen usw. Politisch-emanzipatorische Kritik am Nationsbegriff kann daher nur bedingt und nicht ausschließlich an dessen Konstruktcharakter ansetzen.

## Schriften
- 1965: Mythology and the Tolerance of the Javanese. Ithaca: Cornell Modern Indonesia Project, Publication No. 37 (mehrere Neuauflagen, zuletzt 1996, ISBN 0-87763-041-0)
- 1971 (mit Ruth T. McVey & Frederick P. Bunnell): A Preliminary Analysis of the October 1, 1965 Coup in Indonesia. Ithaca: Cornell Modern Indonesia Project, Publication No. 52.
- 1972: Java in a Time of Revolution. Ithaca: Cornell University Press.
- 1983: Imagined Communities: Reflections on the Origin and Spread of Nationalism. ISBN 0-86091-329-5, Imagined Communities. ..., Verso, London New York 2006, ISBN 978-1-84467-086-4, englische Ausgabe 2006 online, deutsch zuerst 1988 u.d.T. Die Erfindung der Nation. Zur Karriere eines folgenreichen Konzepts. Hier zitiert nach der Ausgabe von 1998, Berlin: Ullstein. ISBN 3-548-26529-4.
- 1990:  Language and Power: Exploring Political Cultures in Indonesia. Ithaca: Cornell University Press. ISBN 0-8014-9758-2.
- 1992: Long-Distance Nationalism: World Capitalism and the Rise of Identity Politics. Amsterdam: University of Amsterdam Centre for Asian Studies (= The Wertheim Lecture 1992). ISBN 0-7658-0002-0.
- 1998: The Spectre of Comparisons: Nationalism, Southeast Asia and The World. London: Verso. ISBN 1-85984-184-8.
- 2016: A Life Beyond Boundaries. A Memoir. London: Verso. ISBN 978-1-78478-456-0.